# Crambus achilles
Crambus achilles är en fjärilsart som beskrevs av Stanislas Bleszynski 1961. Crambus achilles ingår i släktet Crambus och familjen Crambidae. Inga underarter finns listade i Catalogue of Life.